# Jota Draconis
Edasich eller Jota Draconis (ι Draconis, förkortat Jota Dra, ι Dra), som är stjärnans Bayer-beteckning, är en stjärna i sydvästra delen av stjärnbilden Draken. Den har en skenbar magnitud på +3,29, och är synlig för blotta ögat där ljusföroreningar ej förekommer. Baserat på parallaxmätning inom Hipparcosuppdraget på 32,2 mas, beräknas den befinna sig på ett avstånd av 101 ljusår (31 parsek) från solen.

## Nomenklatur
Jota Draconis har det traditionella namnet Edasich, som kommer från det arabiska Al'hiba 'av Ulug Beg och Dresden Globe, eller Al dhīlī ' Male hyena 'av Kazwini, med Eldsich som angivits i Century Cyclopedia. År 2016 organiserade Internationella astronomiska unionen en arbetsgrupp för stjärnnamn (WGSN) med uppgift att katalogisera och standardisera riktiga namn för stjärnor. WGSN:s första bulletin från juli 2016 innehöll en tabell över de första två satserna av namn som fastställts av WGSN och där Edasich anges för Jota Draconis.

## Egenskaper
Jota Draconis är en orange till gul jättestjärna av spektralklass K2 III, vilket anger att den är en utvecklad stjärna som har förbrukat förrådet av väte i dess kärna och lämnat huvudserien av stjärnor. Den har en massa som är ca 1,8 gånger solens massa och en radie som är nästan 12 gånger solens radie. Med ett expanderat ytterhölje utstrålar den över 55 gånger mera energi än solen vid en effektiv temperatur på ca 4 500 K. 
Jota Draconis har tidigare misstänkts för variabilitet. Stjärnan har dock visat sig ha en konstant ljusstyrka inom omkring 0,004 magnituder. Följaktligen förblir variationen sedan 2010 oförändrad. Ett överskott av infraröd strålning vid en våglängd av 70 μm tyder på närvaro av en omgivande skiva av stoft.

## Planetsystem
År 2002 upptäcktes en exoplanet, Jota Draconis b, som var den första i omlopp i bana kring en jättestjärna. I december 2015 tillkännagav IAU det vinnande namnet Hypatia för denna planet. Den beboeliga zonen kring stjärnan ligger i intervallet 6,8-13,5 astronomiska enheter, vilket placerar den planeten väl inom denna. Anpassningen av planetens bana kan göra den direkt detekterbar via transiteringsmetoden.